# Philoxenus (generaal)
Philoxenus (Grieks Φιλόξενος) was een Macedonische officier die aangeduid was door Alexander de Grote om de schatting van de provincies ten noorden van het Taurusgebergte te innen in 331 voor Christus. Maar hij deed dit niet onmiddellijk omdat hij door Alexander was gezonden om Susa in te nemen na de Slag bij Gaugamela. Hij kreeg ook het bevel om het geld die daar lag te nemen, wat hem lukte zonder weerstand. Hierna wordt er niets meer over hem gezegd tot het jaar 323 voor Christus, toen hij troepen van Karië naar Babylon bracht. Hij kwam er aan net voor Alexander ziek werd. Bij de verdeling van de provincies die volgde op Alexanders dood wordt Philoxenus niet vermeldt, maar in 321 v.Chr. werd hij aangeduid door Perdiccas om Philotas op te volgen als satraap van Cilicië. Hoe hij zich verzoende met Antipater is onbekend, maar bij de Rijksdeling van Triparadisus na de val van Perdiccas hetzelfde jaar behield hij zijn satrapie van Cilicië. Hierna blijft er geen informatie van hem over.